# Exécution de déserteurs allemands le 13 mai 1945 à Amsterdam
Le 13 mai 1945, dans un camp de prisonniers de guerre près d'Amsterdam tenu par l'armée canadienne, Bruno Dorfer et Rainer Beck (de) furent tous deux exécutés par une cour martiale allemande pour avoir déserté la Kriegsmarine quelques mois plus tôt.

## Contexte

### Désertion de Dorfer et de Beck
Le 5 septembre 1944, le Maschinenmaat Rainer Beck déserte son unité de défense portuaire à Ijmuiden, se cachant avec sa sœur Fredegund à Amsterdam ; de même, le Funk-Gefreiter Bruno Dorfer, ayant déserté son unité de dépôt de mines lors des derniers jours de la guerre, se cache chez sa tante Johanna Timmermanns.
Elsa, la mère de Beck, était juive et son père Max Emil Beck était le président social-démocrate de la police de Gleiwitz ; révoqué en 1933, il dut menacer de se montrer dans son uniforme d'officier de l'armée impériale avec ses décorations et en jouant du violon pour recevoir une pension mensuelle de 300 RM sur ordre de Goering jusqu'à sa mort en 1938. Rainer fut expulsé de son école secondaire à 16 ans, sa sœur Fredegund fut exclue d'université et son autre sœur Berthilde fut interdite de travailler comme sage-femme. Rainer fut contraint de travailler comme harponneur sur un baleinier au Canada jusqu'en 1938, lorsqu'il dut revenir pour prendre soin de sa mère. Incorporé en 1940 dans la Wehrmacht, Rainer Beck était hostile au régime nazi,,.

### Capitulation

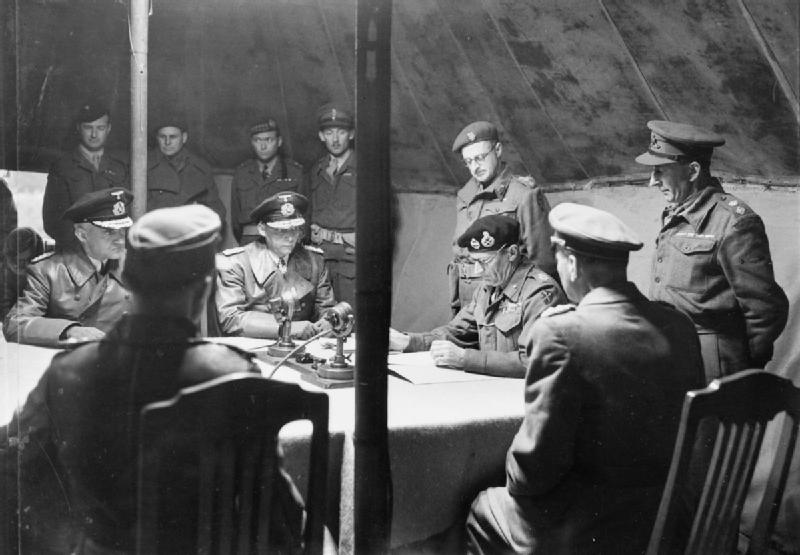
Le 4 mai 1945, le maréchal Montgomery signe le texte de reddition des forces armées allemandes dans le nord-ouest de l'Europe à Lunebourg.

Le 5 mai 1945, à l'issue de la Convention de Lunebourg signée le jour précédent, les forces allemandes aux Pays-Bas capitulent. Les forces alliées font alors face à un énorme défi logistique et administratif : n'ayant à ce moment-là pas assez de forces pour prendre en charge le maintien de l'ordre aux Pays-Bas ni le nombre de soldats allemands devant se rendre, elles ordonnent aux forces allemandes de rester à leur poste sous le commandement de troupes canadiennes jusqu'à relève,,,.
Cette demande s'étend également à l'administration interne aux forces armées allemandes ainsi qu'à la discipline, ce qui est facilité par une décision selon laquelle les soldats allemands se rendant ne devaient pas être considérés comme prisonniers de guerre mais comme « forces allemandes désarmées », n'ayant pas été capturées au combat. Le personnel allemand était maintenu à ses postes, l'armée canadienne servant de tampon entre le général Johannes Blaskowitz et ses unités. Une hiérarchie parallèle allemande est maintenue,,,.
Les aires de concentration où les unités allemandes doivent se regrouper disposent d'un commandant allemand.

## Procès et exécution

### Arrestation des deux déserteurs
Beck et Dorfer, habillés en civil, cherchent des troupes canadiennes pour se rendre. Le 12 mai, ils sont remis par la résistance néerlandaise aux forces canadiennes du camp de détention, une usine d'assemblage Ford administrée par les Seaforth Highlanders. Le major Oliver Mace ordonne alors à son subordonné, le major J. Dennis Pierce, de les placer dans le camp.
Dans le camp de détention, la hiérarchie parallèle allemande est sous l'autorité du capitaine de frégate Alexander Stein, ancien commandant du port d'Amsterdam.
La direction interne allemande proteste, affirmant que ce camp ne devait pas accueillir des hommes qu'ils estiment être des traitres et des déserteurs, et un sous-officier enferme alors les deux jeunes gens dans le bureau du directeur de l'usine, où ils sont nourris par des soldats canadiens,.
Le lendemain, le capitaine de frégate Stein propose une autre solution : le major Pierce informe la 2e brigade d'infanterie canadienne que la direction allemande du camp entend les fusiller.

### Procès
Un cour martiale est aussitôt mise en place, composée de trois juristes militaires, parmi lesquels le président Marineoberstabsrichters der Reserve Wilhelm Köhn, un avocat est fourni aux deux jeunes gens, et tous les prisonniers allemands sont convoqués.
Köhn interroge les deux accusés sur leurs conditions de service, leur désertion et toute activité de résistance à laquelle ils auraient pu être mêlés. Beck se défend lui-même et dit à la cour que tous savaient que la guerre était perdue et que la capitulation n'était plus qu'une question de temps, ajoutant que tout combat contre les Canadiens dans ces conditions n'était qu'un massacre inutile, remarque qui mit en rage le commandant.
Après un court délibéré, la cour condamne les deux déserteurs à mort.

### Exécution
Stein demande au Seaforth Highlanders les moyens de mettre à exécution cette peine. Pierce demande alors à ses supérieurs ce qu'il doit faire ; il ne reçoit aucune réponse de ses supérieurs canadiens mais reçoit du général Blaskowitz une confirmation de la sentence. Pierce commence alors à préparer un camion et donne huit fusils allemands confisqués au peloton d'exécution.
À 17 h 40, les deux déserteurs sont fusillés ; Pierce demanda à l'interprète Hoslinger, un officier de U-boot, pourquoi exécuter des déserteurs après la guerre, ce à quoi Hoslinger répondit : « Ces garçons sont des déserteurs, et s’ils étaient autorisés à rentrer chez eux et à avoir des enfants, l’esprit de ces enfants serait également sale ».

## Suites de l'affaire

### Changement dans les pratiques canadiennes
L'exécution de Bruno Dorfer et Rainer Beck ne fut pas le seul cas d'exécution sur ordre de cours martiales allemandes dans des camps de prisonniers de guerre. Cependant, les soldats canadiens manifestent plus en plus de réticence à remettre aux autorités allemandes parallèles des déserteurs en sachant qu'ils seraient fusillés,.
Le 17 mai, des ordres venus du QG canadien limitent la juridiction des cours martiales allemandes : toute peine supérieure à deux ans doit recevoir une autorisation écrite des autorités militaires canadiennes et les cours martiales allemandes n'ont aucune juridiction, sauf autorisation spéciale, sur les infractions commises au cours d'opérations militaires.

### Révélation de l'exécution
Lors d’un examen des archives juridiques de la Wehrmacht, les noms de Dorfer et Beck apparurent dans la liste des 908 condamnations à mort prononcées par la branche d'Amsterdam des tribunaux militaires maritimes entre le 1er juillet 1944 et le 14 mai 1945.
Les proches des condamnés n'apprirent le sort de leurs parents exécutés que par l'intermédiaire d'un article du Spiegel publié en 1966. Berthilde Beck dépose alors plainte pour meurtre contre Köhn, devenu depuis juge à Cologne. Cependant, le procès tombe à l'eau[Quoi ?] par manque de témoins,.
Köhn se défend en accusant des officiers canadiens d’être responsables de l'exécution, affirmant que la condamnation pour désertion était nécessaire pour priver les deux hommes de tout droit à pension et que, n'étant pas prisonniers de guerre mais internés, ils devaient subir la même peine pour désertion que pendant la guerre,.
Stein eut moins de remords, affirmant que « [d]e toute façon, Beck n'aurait jamais fait honneur à l'Allemagne. Les déserteurs ne font que devenir des criminels dans la vie civile. »
Les réactions du public à la révélation de cette exécution sont pour la plupart négatives. Cependant, l'ambassadeur canadien Richard Bower décrivit la controverse comme un point mineur,.

### Retombées politiques au Canada
Au Parlement canadien, l'opposition conservatrice, menée par John Diefenbaker, utilise cette affaire pour attaquer le cabinet Pearson, qu'elle critiquait pour son plan d'unification des Forces canadiennes et la mise au rebut de neuf navires de guerre. Le 7 octobre 1966, Paul Hellyer, ministre de la Défense, affirme à la Chambre des communes du Canada que l'article du Spiegel n'avait aucun fondement.
Cependant, après que plusieurs journalistes canadiens eurent trouvé des preuves d'une implication canadienne dans l'exécution, une commission d'enquête fut créée, et Hellyer eut à confirmer le 21 décembre 1966 l'implication de militaires canadiens dans l'exécution, suggérant que, l'exécution ayant eu lieu plus de vingt ans auparavant, il n'y avait plus lieu d’enquêter davantage.